# Antifaschistisches Pressearchiv und Bildungszentrum Berlin
Antifaschistisches Pressearchiv und Bildungszentrum Berlin o Arxiu de Premsa Antifeixista i Centre d'Educació de Berlín (apabiz) és una iniciativa contra l'extremisme de dreta amb seu a Berlín. L'arxiu afiliat recull informació de l'àmbit de l'extrema dreta. És membre d'Antifa-Net. International Antifascist Network for Research and Action.

## Organització i finalitat
L'associació, sorgida d'una iniciativa del mateix nom a Berlín l'any 1985, es va fundar l'any 1991. S'ha proposat la tasca de tamisar, recollir i arxivar sistemàticament les publicacions de l'extrema dreta i la informació sobre incidents relacionats amb l'extrema dreta. Els resultats d'aquestes anàlisis es presenten en esdeveniments i seminaris. A més, es dona suport a acadèmics i periodistes, i és activa en la tasca educativa i de sensibilització i elabora informes d'experts.
L'associació rep finançament del Comissari per a la Integració i la Migració del Senat de Berlín com a part del programa estatal de Berlín contra l'extrema dreta. El treball es fa de manera voluntària.

## Arxiu
L'arxiu compta amb un gran nombre de publicacions com llibres o revistes de l'espectre de la dreta i l'extrema dreta, principalment a Alemanya, però també d'altres països. Per tal de poder fer justícia també posa el focus en la música i les cultures juvenils d'extrema dreta, i s'arxiven publicacions musicals en CD, vídeo, etc. Actualment, l'inventari és de més de 600 CD amb música d'Alemanya i de l'estranger, principalment de les àrees del rock i cantautors d'extremadreta alemanya, però també de llançaments de la zona del black metal o dark wave i música militar nacionalsocialista.
En principi, es recull tot el que produeix l'extrema dreta: des d'adhesius fins a díptics i cartells, fulletons, cartes obertes i internes, circulars i programes fins a webs. Aquesta col·lecció data de la dècada de 1930. No obstant això, el focus clar se centra en el període des dels anys vuitanta fins a l'actualitat. Les fonts contingudes es divideixen en categories, es registren en una base de dades i s'avaluen parcialment qualitativament. L'arxiu és un dels més grans d'aquest tipus a Alemanya.
Els fons de l'arxiu creixen constantment. A la dècada de 1990, per exemple, diversos centenars de llibres de l'⁣època nacionalsocialista van ser agafats de la Biblioteca estatal alemanya de la RDA que havia estat tancada. El 1999 es va afegir l'arxiu fotogràfic i editorial de la Deutsche Volkszeitung (DVZ). A més, la col·lecció del projecte d'investigació interdisciplinària del feixisme es gestiona a la Freie Universität de Berlín.
Aquestes fonts es complementen amb una base de dades en la qual s'enregistren notes de premsa des de principis dels anys noranta, una extensa biblioteca de referència i publicacions antifeixistes d'arreu d'Alemanya, Europa i els Estats Units.

## Avaluació de premsa
Un altre eix central de la tasca de l'associació és l'avaluació contínua de la premsa diària. Tot i que les fonts avaluades més antigues daten de la dècada de 1950, l'avaluació sistemàtica va començar el 1991. Des d'aleshores, al voltant de set diaris han estat revisats per trobar articles sobre el tema de l'extrema dreta i s'ha avaluat el seu contingut. També hi ha diversos diaris i revistes setmanals, mensuals i altres. Els articles corresponents queden registrats en una base de dades, indexats pel que fa al contingut i arxivats. Després de tretze anys d'avaluació sistemàtica de premsa, es poden utilitzar per accedir a 45.000 articles emmagatzemats en més de 120 carpetes de premsa.
Els resultats pràctics d'aquesta avaluació de premsa es poden trobar al web, entre altres coses. Per exemple, les cronologies d'atacs de l'extrema dreta i altres fets sempre es publiquen a principis d'any.
En col·laboració amb la revista en línia Hagalil, es compilen cronologies d'incidents antisemites des de 1992.

### La primera menció de la NSU
Durant la investigació, els empleats d'Apabiz es van trobar amb una publicació que es referia a la clandestinitat nacionalsocialista ja el 2002. En el número 18 del fanzine neonazi The White Wolf, amb molts lectors de l'escena de la dreta a Mecklenburg-Pomerània Occidental i Brandenburg, hi ha una salutació agosarada i críptica sota el pròleg: "Moltes gràcies a la NSU, ha donat els seus fruits", seguit d'un somriure amb l'ullet i l'eslògan inspirat en la RAF⁣: "La lluita continua...".

## Programa educatiu
L'associació ofereix un ampli programa educatiu amb conferències, tallers o seminaris, que es poden realitzar com a actes nocturns o com a seminaris de dia o de cap de setmana. A més, es fan seminaris especials per a grups, tallers a les escoles, cicles de conferències o seminaris setmanals. La llista d'actes inclou conferències i seminaris dels camps del judaisme i l'antisemitisme, dones i noies en l'extremisme de dreta, neofeixisme, nous drets, fraternitats, esoterisme i paganisme, periodisme d'extrema dreta, Internet, refugiats, associacions, subcultures juvenils, racisme i consells pràctics.

## Publicacions
El butlletí d'Apabiz e.V. es publica cada dos mesos des de l'any 2001. V. Monitor, que informa de les activitats de la dreta i de les notícies de l'arxiu en vuit pàgines en total a cada número. Els números més antics es poden descarregar al web, així com les notes de premsa del club.
Els empleats de l'arxiu participen i s'involucren en nombrosos llibres, fullets i altres publicacions com a editors o autors, la majoria dels quals també es poden obtenir a l'associació.
Per exemple:
- Agentur für soziale Perspektiven – ASP e.V.: Versteckspiel: Lifestyle, Symbole und Codes von neonazistischen und extrem rechten Gruppen. (PDF)
- apabiz, ADNB des TBB, MBR, Netzwerkstelle Moskito, ReachOut (Hg.) 2006: Berliner Zustände 2006. Ein Schattenbericht über Rechtsextremismus, Rassismus und Diskriminierung Arxivat 2016-03-30 a Wayback Machine. (PDF; 1,12 MB)
- MBR, Netzwerkstelle (moskito), licht-blicke und apabiz (2006): Wir haben die Wahl! Empfehlungen zum Umgang mit rechtsextremen Organisationen im Wahlkampf Arxivat 2016-03-04 a Wayback Machine. (PDF; 401 kB)
- apabiz, turnitdown.de und AIB: „Kein Bock auf Nazis“. Kostenlose SchülerInnen-Zeitung. Arxivat 2011-10-30 a Wayback Machine. (PDF; 946 kB)
- apabiz: Das Internetforum der „Freien Kameradschaften Rhein Neckar“. Erste Einschätzung des apabiz Arxivat 2007-09-28 a Wayback Machine. (PDF; 180 kB)
- Schule ohne Rassismus – Schule mit Courage (Hrsg.). Berlin 2005: Themenheft: Rechte Musik und Symbolik. Rechtsextremismus und Musik.
- apabiz 2005: Burschenschaften und Studentenverbindungen. In: AStA der Uni Hannover (Hrsg.): Eliten und Untertanen. Studentische Verbindungen in Hannover und anderswo. Hannover 2005, S. 14–21 (PDF; 1,9 MB Arxivat 2016-03-30 a Wayback Machine.).
- 8. Mai 2005 – Erinnern, Gedenken, Politisch Handeln. Eine Arbeitshilfe zum 8. Mai IG Metall FB Gesellschaftspolitik, DGB Bundesvorstand Grundsatzabteilung (Hrsg.) Redaktion: apabiz. Frankfurt am Main 2005.
- IG Metall gegen Nazis! Flugblatt der IG Metall gegen soziale Demagogie von Rechts. Redaktion: apabiz. Frankfurt am Main, Januar 2005 (PDF; 186 kB Arxivat 2016-06-26 a Wayback Machine.).
- Fuck Rassismus! Unsere Toleranz hat Grenzen. ver.di-Jugend (Hrsg.) Mitarbeit: apabiz. Berlin, Dezember 2004
- Jugendarbeit findet woanders statt – Die NPD und ihre Jugendorganisation JN. argumente e.V. In: Kommission Neofaschismus der VVN-BdA (Hg.): Auf dem Weg nach Rechts. Jugend im Umfeld von Neofaschismus und Konservatismus. Berlin, Februar 2003, S. 5–10.
- Michael Weiss: Abschied aus der Subkultur. In: argumente (Hrsg.): Spezialitäten aus Mittelfranken. Ein Überblick über rechte und rechtsextreme Strukturen. Berlin 2003, S. 60–61.
- Weiss u. a. In: Christian Dornbusch, Jan Raabe (Hrsg.): RechtsRock. Bestandsaufnahme und Gegenstrategien. ISBN 3-89771-808-1
- Thomas Naumann/Patrick Schwarz: Von der CD zur „Lichtscheibe“. Das Kulturmagazin Sigill. In: Andreas Speit (Hrsg.): Ästhetische Mobilmachung. Dark Wave, Neofolk und Industrial im Spannungsfeld rechter Ideologien. ISBN 3-89771-804-9
- Ulli Jentsch: Entwicklung der extremen Rechten in den Neunziger Jahren. In: Petra Pau / Dominic Heilig (Hrsg.): Internationale Berliner Konferenz für eine tolerante Gesellschaft – gegen Rechtsextremismus und Rassismus.
- Michael Bauernschmidt, Susanne Brandt, Ulli Jentsch, Kurt Ohrowski: Lexikon – Deutschland rechtsaußen. In: Jens Mecklenburg (Hrsg.): Handbuch Deutscher Rechtsextremismus. Elefanten Press Verlag. Berlin.
- Die Berlin Brandenburger Zeitung (BBZ). Von der Legalität neofaschistischer Propaganda.

La publicació de Michael Weiss Das Versteckspiel – Lifestyle, Symbole und Codes rechtsextremer Gruppen va ser guardonada amb el Premi de Mitjans Alternatius el 2009, mentre que la publicació d'Annika Eckel i Uli Jentsch Schattenbericht va rebre el Premi de Mitjans Alternatius en la categoria d'impressió el 2011.

## Activitats posteriors
A més, l'associació inicia i porta a terme altres projectes com la plataforma informativa Turn it down! i també intenta promoure i fer xarxa altres iniciatives contra el racisme, l'antisemitisme i el neofeixisme. L'apabiz és membre de l'associació "Argumente – Netzwerk antirassistischer Bildung e.V." una xarxa nacional d'iniciatives antiracistes/antifeixistes i que treballa estretament amb altres grups juvenils antifeixistes, institucions educatives, sindicats i projectes culturals.

## Finançament
Els costos de funcionament es cobreixen principalment amb donacions i afiliacions de suport. A més, apabiz va ser finançat per l'antic comissari d'Integració i Migració com a part del programa estatal de Berlín contra l'extrema dreta. 24.300 € van venir el 2015 de parts europees de la xarxa Open Society Foundations.